# Nemotha coomani
Nemotha coomani är en bönsyrseart som beskrevs av Lucien Chopard 1930. Nemotha coomani ingår i släktet Nemotha och familjen Iridopterygidae. Inga underarter finns listade i Catalogue of Life.